# Sekundární alkoholy

Strukturní vzorec isopropylalkoholu, nejjednoduššího sekundárního alkoholu

Sekundární alkoholy jsou alkoholy, které mají hydroxylovou funkční skupinu navázanou na uhlík, na který je dále navázán 1 atom vodíku. Jejich obecný vzorec je R1-CH(OH)-R2.

## Vznik
Na rozdíl od primárních alkoholů vznikají sekundární alkoholy oxidací methylenové skupiny v molekule uhlovodíků, např. oxidací prostředního uhlíku propanu vznikne nejjednodušší sekundární alkohol isopropylalkohol:
2 CH3CH2CH3 + O2 → 2 CH3CH(OH)CH3.
Sekundární alkoholy mohou také vzniknout redukcí ketonů nebo aldehydů či karboxylových kyselin s funkční skupinou mimo hlavní řetězec.

## Reakce

### Oxidace
Oproti primárním alkoholům, jejichž oxidací vznikají aldehydy a karboxylové kyseliny, oxidací sekundárních alkoholů vznikají ketony (terciární alkoholy nelze zoxidovat), příkladem je oxidace 2-butanolu:
CH3CH(OH)CH2CH3 → CH3COCH2CH3.

## Přehled
- Jednosytné sekundární alkoholy
  - isopropylalkohol
  - butan-2-ol
  - pentan-2-ol
  - pentan-3-ol
  - hexan-2-ol
  - hexan-3-ol
  - heptan-2-ol
  - heptan-3-ol
  - heptan-4-ol
- Dvojsytné sekundární alkoholy
  - butan-2,3-diol
  - pentan-2,3-diol
  - pentan-2,4-diol
  - hexan-2,3-diol
  - hexan-2,4-diol
  - hexan-2,5-diol
  - hexan-3,4-diol
- Obsahující též primární OH skupiny
  - propan-1,2-diol (1 primární skupina)
  - glycerol (propan-1,2,3-triol) (2 primární skupiny)
  - butan-1,2-diol (1 primární skupina)